# 圣安东尼奥-比拉马霍尔
圣安东尼奥-比拉马霍尔，是西班牙加泰罗尼亚巴塞罗那省的一个市镇，距离巴塞罗那46公里。总面积14平方公里，总人口5717人（2013年），人口密度408人/平方公里。